# Susie Scanlan
Susie Scanlan (Saint Paul, 4 de junho de 1990) é uma esgrimista norte-americana que conquistou uma medalha de bronze nos Jogos de Olímpicos de Londres de 2012, na competição de espada por equipes, com suas compatriotas Courtney Hurley, Kelley Hurley e Maya Lawrence.